# Thor Island, Nunavut
Thor Island är en ö i Kanada.   Den ligger i territoriet Nunavut, i den norra delen av landet, 3 800 km nordväst om huvudstaden Ottawa. Arean är 117 kvadratkilometer.
Terrängen på Thor Island är platt. Öns högsta punkt är 91 meter över havet. Den sträcker sig 16,9 kilometer i nord-sydlig riktning, och 12,3 kilometer i öst-västlig riktning.
Trakten runt Thor Island består i huvudsak av gräsmarker.